# Bruto minore
Bruto minore è una canzone di Giacomo Leopardi composta nel dicembre 1821.
Pubblicata per la prima volta nelle Canzoni del 1824, si compone di 8 strofe, ciascuna di 15 versi sciolti, endecasillabi e settenari (al v. 2, 7, 9, 13, 14 di ogni strofa).

## Contenuto
Nella prima stanza si rappresenta Bruto dopo la sconfitta di Filippi, deciso a darsi la morte per il crollo della "italica virtute" (v.3). Le strofe successive sono invece il monologo di Bruto. Notevoli sono le  affinità tra questa canzone e Ultimo canto di Saffo, composta pochi mesi dopo. Esse sono spesso chiamate "canzoni del suicidio". Possiamo notare che queste due canzoni rappresentano il suicidio come l'estrema, nobile manifestazione di un animo teso a grandi ideali e deluso dalla realtà; anni dopo, nel Dialogo di Plotino e di Porfirio, Leopardi esprimerà una posizione diversa.
Nella seconda stanza, Bruto rivolge una serie di domande aspre e venate di sarcasmo agli dei, che hanno verso gli uomini "ludibrio e scherno" (v. 21). Chi è debole non può che rassegnarsi alla "ferrata/necessità" (vv.31-32) ovvero al ferreo destino; il prode invece combatte contro il "fato indegno" (v.38) una guerra mortale, e piuttosto di piegarsi rivolge contro se stesso la spada e "maligno alle nere ombre sorride" (v.45). Gesto contrario agli dei e alla natura? no, dato che gli dei si fanno beffe delle sciagure umane (v.51) e la natura libera e felice donata agli uomini dell'età dell'oro è ormai sostituita dalle istituzioni nate da "empio costume" (v.56).
La quinta strofa propone il tema del confronto tra la condizione degli uomini e quella degli animali (confronto che, in forma diversa, tornerà nelle poesie Il passero solitario e Canto notturno di un pastore errante dell'Asia). L'animale giunge alla morte serenamente in vecchiaia; ma se anche per qualche motivo cercasse la morte, né religione né filosofia potrebbero opporsi. Solo agli uomini è dato di trovare insopportabile la vita; e solo agli uomini la divinità proibisce il suicidio. Ora lo sguardo di Bruto si volge a contemplare la notte, con la luna che sorge "placida" (v.83) dal mare, indifferente allo scorrere della storia, dal sorgere glorioso di Roma al futuro inevitabile declino "sotto barbaro piede" (v.89). La stessa indifferenza verso "le mutate/sorti del mondo" (vv. 94-95) avvolge tutta la natura, della quale il genere umano è solo "abbietta parte".
Nell'ultima strofa, Bruto non invoca le divinità; esprime un ultimo sdegnoso giudizio sull'umanità futura, i "putridi nepoti" (v.113) che certo non potranno custodire il ricordo della virtù; affida il suo corpo ("ignota spoglia") alle forze della natura, e lascia il nome e la memoria del proprio essere al vento che se li porti via.